# Cantonul Le Gosier-1
Cantonul Le Gosier-1 este un canton din arondismentul Pointe-à-Pitre, Guadelupa, Franța.

## Comune
- Le Gosier (parțial)